# Hector Lefuel
Hector Martin Lefuel, född 14 november 1810, död 31 december 1880, var en fransk arkitekt.
Leufel blev en av det andra kejsardömets mest använda byggmästare i traditionell pompös stil. Hans främsta arbete var utförandet av de byggnader, som förenar Louvren med Tuilerierna. Bland Lefuels andra verk märks industripalatset till Världsutställningen 1855 i Paris.